# Bartjärnen (Grangärde socken, Dalarna)
Bartjärnen är en sjö i Ludvika kommun i Dalarna och ingår i Norrströms huvudavrinningsområde.